# Offachloritis
Offachloritis é um género de gastrópode  da família Camaenidae.
Este género contém as seguintes espécies:
- Offachloritis dryanderensis